# Макси Маундс
Макси Маундс (англ. Maxi Mounds; настоящее имя — Дженна Карлингтон; род. 25 октября 1964, Лонг-Айленд) — американская фетиш-модель и порноактриса.

## Биография
Макси родилась в Лонг-Айленде, штат Нью-Йорк, США. В детстве с семьёй переехала во Флориду.
В молодости была стриптизёршей, затем снималась в фильмах для взрослых. С 1999 по 2005 год многократно снималась для порножурнала «Score». С 2000 по 2011 год снялась в 25 порнофильмах.
В 2004 году выпустила книгу «The Maxi Mounds Guide To The World Of Exotic Dancing» (ISBN 0-9734333-1-0).
В феврале 2005 года была признана обладательницей самой большой искусственно увеличенной груди в мире и занесена в Книгу рекордов Гиннесса.
Ещё в 2011 году могла уступить свой титул стриптизёрше Челси Чармс, однако официальные измерения не проводились. Особенность полипропиленовых имплантатов у обеих женщин в том, что они постепенно самостоятельно увеличиваются, впитывая воду из организма.